# Emotions (album de Mariah Carey)
Pour les articles homonymes, voir Emotion (homonymie).
Albums de Mariah Carey
Mariah Carey
(1990) MTV Unplugged
(1992)
Singles
Emotions est le second album de la chanteuse américaine Mariah Carey, sorti le 17 septembre 1991 chez Columbia Records. L'album diffère du premier, car elle a plus d'expérience artistique sur les chansons qu'elle produit et enregistre. De plus, Emotions varie entre plusieurs genres : le gospel, le R'n'B, la soul, la pop et les ballades inspirées des années 1950, 60 et 70. Sur le disque, Carey collabore avec plusieurs nouveaux producteurs et auteurs excepté Walter Afanasieff qui est le seul à avoir travaillé avec elle sur le précédent. Elle écrit et compose avec Robert Clivillés et David Cole de C+C Music Factory et Carole King sur une chanson.
Depuis sa sortie, Emotions a reçu des critiques mitigées. L'album débute en quatrième position du Billboard 200, à la grande surprise des critiques qui ne pensaient pas qu'il y aurait un nouveau succès après Mariah Carey qui est resté onze semaines en tête des ventes. Même s'il se vend moins que Mariah Carey, Emotions est certifié quadruple disque de platine par la Recording Industry Association of America (RIAA) pour la vente de quatre millions d'exemplaires et ses ventes sont estimées à 3 584 000 unités. Emotions a un succès moyen en dehors des États-Unis, atteignant le top 10 australien, canadien, néerlandais, néo-zélandais, norvégien et britannique. Son succès au Japon est tout particulièrement important et se vend à plus d'un million d'exemplaires. En 2008, Sony estime les ventes mondiales d'Emotions à huit millions de copies.
Trois singles sortent pour promouvoir l'album. La chanson titre devient le cinquième numéro un de la chanteuse dans le Billboard Hot 100 et devient la seule artiste dans l'industrie du disque à avoir ses cinq premiers singles numéro un. Elle devient aussi son troisième numéro un au Canada et atteint le top 10 en Nouvelle-Zélande et aux Pays-Bas. Can't Let Go est le second single et sort le 23 octobre 1991. À cause des ventes limitées de Columbia pour doper les ventes de l'album, Can't Let Go manque de devenir le sixième numéro un de la chanteuse et s'arrête à la seconde place. Son succès dans le monde est restreint et atteint le top 20 uniquement au Canada et au Royaume-Uni. Similairement, Make It Happen atteint la cinquième position et un succès international très restreint malgré la forte promotion de Columbia pour relancer les ventes de l'album.

## Genèse
Après le succès de son premier album, les critiques se demandent si oui ou non, elle part en tournée pour promouvoir l'album au niveau international. Cependant, Carey dit dans plusieurs interviews qu'à cause de la nature vigoureuse et de la difficulté de ses chansons, elle craint qu'une tournée avec des concerts qui se suivent ne pourra pas être possible, à cause des longs voyages et des déplacements constants. Avec le temps supplémentaire, Carey commence à écrire et produire des chansons pour Emotions quelque temps après la sortie de son troisième single, Someday en décembre 1990. Durant cette période, il est plutôt courant qu'un artiste sorte un album studio tous les deux ans pour que les singles puissent complètement promouvoir l'album à travers les ondes et les apparitions télévisées. De plus, après une éventuelle tournée, l'album suivant pourrait amener de nouveaux fans qui iraient chercher la discographie de l'artiste pour trouver ses anciens travaux. Sony, cependant, choisissent de travailler avec Carey d'une autre manière, comme dans les années 1960 où les artistes sortaient un LP tous les ans. Ils pensent que la réputation d'une Carey qui est auteur à un jeune âge pourrait être assez captivant pour sortir un nouvel album plus souvent que d'habitude.
Tout en écrivant de nouvelles chansons, Carey se dispute avec Ben Margulies, l'homme qui a écrit sept des onze chansons de son premier album. Ensemble, le duo a écrit et produit sept chansons pour la démo qu'elle a présenté à Tommy Mottola. Cela a permis à Carey de signer un contrat avant de signer avec Columbia. Carey a accepté de partager les droits d'auteur et l'argent qu'elle gagne, quelque chose auquel elle n'avait jamais pensé lorsqu'elle écrivait des chansons dans le sous-sol de son père. Cependant, quand le moment est venu de composer de la musique pour Emotions, les dirigeants de Sony lui font comprendre qu'il n'aurait que les crédits de coauteur d'un album. Après cette discussion, Margulies engage des poursuites judiciaires contre Sony en disant que sous le contrat, il devait travailler avec Carey et avoir les mêmes bénéfices. Au bout d'un an, le juge déclare que Margulies gagnerait un dixième de ce que gagne Carey. Leur relation se dégrade à cause de ce que Carey considère comme une tricherie. Lors d'une interview avec Fred Bronson, elle dit : « J'ai signé aveuglément. Plus tard, j'ai essayé de faire ça convenablement pour que nous puissions continuer... il n'a pas accepté ». Après cette déclaration, Margulies exprime ses impressions sur le sujet, et déclare qu'il aimerait un jour travailler à nouveau avec Carey et jette la faute sur la maison de disques en déclarant : « Un jour, l'art vaincra les affaires ».

## Enregistrement
Mariah Carey a été enregistré dans le sous-sol du père de Margulies, avec des équipements amateurs. Après avoir signé avec Columbia, les chansons qui devaient paraître sur l'album ont été ré-enregistrées dans des studios professionnels. Cependant, à cause de l'implication de Sony dans le projet, ils n'ont pas autorisé Carey à produire la plupart de l'album, et espère que l'aide de plusieurs producteurs professionnels pourrait garantir le succès des chansons « exquises » de Carey. Après le succès de l'album précédent, Carey a eu plus de liberté sur Emotions. Depuis sa courte relation professionnelle avec Margulies, elle choisit de travailler avec de nouveaux musiciens sauf Walter Afanasieff qui est le seul à avoir participé à Mariah Carey. Même s'il a seulement coécrit Love Takes Time et produit une partie de l'album, Carey ressent une forte alchimie entre eux, et développe une forme unique de travail avec lui. À part Afanasieff, elle collabore avec Robert Clivillés et David Cole qui forment le duo C+C Music Factory. Travailler avec le duo était d'abord une suggestion de Mottola, mais après les avoir rencontrés, Carey écrit quatre chansons avec eux.
De plus, Carey travaille avec Carole King, une auteur-compositeur qui est devenue très populaire dans les années 1970. Cependant, contrairement à C+C Music Factory, c'est King qui approche Carey, dans l'espoir de travailler avec elle depuis qu'elle a vu son apparition à The Arsenio Hall Show. Durant une conversation avec elle, King lui suggère de reprendre (You Make Me Feel) A Natural Woman qu'elle a écrite avec Gerry Goffin pour Aretha Franklin. Après lui avoir donné quelques idées, Carey décline l'offre car elle pense qu'il est difficile de reprendre une chanson qu'une de ses influences musicales chante parfaitement. Déterminée à travailler avec Carey, King se déplace à New York en espérant écrire et composer une ballade avec elle. Tout au long de la journée, les deux auteurs échangent leurs idées et parviennent à composer If It's Over. Lors d'une interview, King dit à propos de Carey : « J'adore sa voix. Elle est vraiment expressive. Elle donne beaucoup de sens dans ce qu'elle chante ». Après avoir enregistré If It's Over, Carey exprime la connexion musicale qu'elle partage avec Afanasieff, ainsi que la forme créative qu'elle utilise pour écrire et produire ses chansons avec lui ou avec C+C Music Factory. Lorsqu'elle travaille avec Afanasieff, ils s'assoient sur le piano et s'arrangent vocalement et musicalement jusqu'à trouver la bonne note et le bon arrangement. Lors d'une interview en 1992, Afanasieff décrit que Carey se tenait près de lui, chantait des airs qui lui passaient par la tête puis il la suivait au piano. En faisant ça, il voulait l'aider à trouver la bonne note et vice-versa. Carey trouve que leur relation est « très unie », et pense qu'elle est similaire à celle qu'elle avait avec Margulies. Le processus créatif avec Cole et Clivillés est différent ; ils lui apportent plusieurs démos et airs et elle choisit. Ensuite, ils travaillent sur la forme de la mélodie puis ajoutent la tonalité et les paroles.

## Musique et paroles
Contrairement à Mariah Carey qui était plus pop et R'n'B, Emotions veut se montrer différent. Il s'inspire de plusieurs genres comme le gospel, le R'n'B, la soul et la pop des années 1960-70,. Le premier single, Emotions, s'inspire de l'époque disco et étale tout le registre aigu de Carey avec l'usage intense de sa voix de sifflet. Les paroles sont « amusantes » selon Chris Nickson et parlent d'une émotion forte et profonde ressentie par le protagoniste avec son amoureux. L'une des chansons les plus gospel de l'album, And Don't You Remember, présente un orgue et peu d'instruments pour mettre en avant les voix pour « retrouver l'atmosphère des années 60 ». Ces deux chansons font partie d'un trio qui rendent hommage aux ballades de la Motown, avec l'intégration de chorale d'église et d'un arrangement musical solo de Carey. Les paroles reflètent le premier refrain, parlant d'un garçon qui promet le monde à sa copine, mais qui l'oublie rapidement et tourne la page. Après la séparation, la protagoniste lui dit « Ne te souviens-tu pas » de toutes les choses que tu m'avais promises, et sur les choses dont nous avons parlé et rêvé ensemble. Can't Let Go, le second single, est une ballade, avec des paroles tristes et nostalgiques. L'introduction présente plusieurs changements d'accord et s'inspire des ballades des années 1950. Dans la première moitié de la chanson, Carey chante dans son registre le plus grave et rauque puis va en crescendo et finit sur sa voix de sifflet. Sur les dix pistes de l'album, Carey se révèle la plus personnelle dans Make It Happen et parle de ses difficultés et de sa pauvreté avant de signer avec Columbia. Elle continue à parler de l'importance de la foi et des prières à Dieu. Nickson décrit son instrumentation comme étant « restreinte » et « très Motown » et remarque son influence gospel. Au niveau critique, la chanson la plus anticipée est celle issue de la collaboration entre Carey et King. Elle s'influence du gospel des années 1960 et 70 ainsi que d'autres genres. Selon Chris Nickson, l'instrumentation est cruciale pour la performance de Carey tout au long de la chanson. De plus, il dit :

« Avec une chanson remplie de gospel et de soul, il est facile pour Carey de montrer ce qu'elle peut faire – ce qui est en réalité plus fort que les gymnastiques vocales qui semblent faire sa réputation. D'une note grave à une autre aiguë, elle couvre cinq octaves avec de la puissance. Les chœurs – qui font penser encore une fois à une chorale d'église – remplit la mélodie, tout comme les cors, qui arrivent à la fin. C'est une véritable présentation pour Mariah. »

La chanson suivante, You're So Cold, devait être le premier single d'Emotions mais a été remplacée par la chanson titre. L'introduction présente un piano et une voix qui travaille le refrain. Chris Nickson écrit : « La chanson navigue dans le refrain, conduite par un piano, le rythme bouillonnant démentant les paroles furieuses, le ton optimiste de sa voix ». Comme l'a laissé entendre Nickson, les paroles montrent un message furieux contre un amoureux infidèle et lui disent qu'il est « trop froid ». So Blessed est une chanson écrite par Carey et Afanasieff et s'inspire des ballades des années 1950. To Be Around You est « plus qu'un staccato » selon Nickson. Sa production et sa mélodie sont censées rendre hommage à Got to Be Real de Cheryl Lynn et montrent des passages parlés jusqu'à la fin. Nickson décrit Till the End of Time comme « une mélodie douce et berceuse ». C'est une chanson d'amour, qui prépare l'auditeur à la chanson suivante, The Wind. Cette dernière s'influence fortement du jazz et échantillonne un morceau au piano de Russell Freeman dans les années 1950. Après qu'Afanasieff a présenté à Carey la mélodie qu'il a découverte, cela l'a inspirée pour écrire les paroles, qui parlent d'un ami qui est mort dans un accident de voiture. Musicalement, la chanson remplit son plus grand challenge selon les critiques. Elle aide Carey à utiliser plusieurs genres qu'elle n'a pas abordés durant l'enregistrement de son premier album.

## Accueil

### Critique
Depuis sa sortie, Emotions a généralement reçu des critiques mitigées. La plupart d'entre elles saluent ou critiquent les chansons de l'album et les acrobaties vocales de Carey. Bill Lamb d'About.com donne à Emotions trois étoiles et demie sur cinq, complimentant l'ensemble de l'album, déclarant qu'il est « tendu » en comparaison au premier. Il décrit le premier single comme « un os frissonnant » mais critique quelques-unes des notes aiguës de Carey en disant : « sa gamme vocale exagère ». Stephen Thomas Erlewine d'AllMusic donne à l'album quatre étoiles sur cinq et le considère comme un « voyage musical ». De plus, Erlewine choisit Emotions et Make It Happen comme les pistes hors norme et écrit : « La seule émotion qui prévaut l'achèvement de cet album est définitivement une seule chose : la satisfaction ». Parry Gettelman, journaliste d'Orlando Sentinel, critique les acrobaties vocales de Carey et écrit : « Carey est devenue amoureuse dans la partie très haute fréquence de sa gamme vocale que je commence à suspecter qu'elle est peut-être une espionne intergalactique en essayant d'établir des communications avec la lointaine planète des chiens ». Jonathan Kurant de Sun-Sentinel donne un avis mitigé à Emotions et écrit : « Bizarrement, l'album devient plus original à la fin, où la plupart des gens n'iront pas ». Poursuivant sa critique, il choisit The Wind et Till the End of Time comme les pistes hors normes mais pense que l'album n'est pas original et n'est pas une amélioration du premier.
Steve Morse de The Boston Globe donne une critique positive en le considérant comme « un saut quantique dans la maturité et la confidence ». Morse pense que Emotions est meilleur que le premier album de Carey et trouve les paroles « remarquables », ses ballades « incroyablement belles » et l'habileté sa voix « illimitée ». Rob Tannenbaum de Rolling Stone est plus critique sur l'usage intensif de sa gamme vocale qui rend difficilement l'accès aux paroles des chansons. Tannenbaum conclut sa critique en disant : « Carey a une voix remarquable, mais à ce jour, malheureusement, son chant est plus impressionnant qu'expressif ». Arion Berger d'Entertainment Weekly donne la note C et le trouve « plus froid et plus calculée » que le précédent. De plus, Berger a des sentiments similaires à Tannenbaum et écrit : « Emotions est la progéniture hybride d'une tradition vénérable – la tradition de la diva R&B – et des instincts commerciaux grossiers. Son gospel sans soul, ses chansons d'amour sans passion, sa pop sans fermeté ». Deborah Wilker de Sun-Sentinel complimente les habiletés vocales de Carey mais critique certaines chansons. Wilker écrit : « Avec ses connexions d'industrie élitiste et sa voix, Carey peut mieux faire. Ce qui est sûr, c'est que cet album et amène les fans à idolâtrer, mais Carey et compagnie ne vont pas assez loin pour exploiter la totalité de leurs potentiels musicaux ». Dennis Hunt de Los Angeles Times donne à l'album deux étoiles sur quatre et trouve la voix de Carey « spectaculaire et impressionnante » mais critique les chansons et la production. Jan DeKnock de Chicago Tribune donne trois étoiles en montrant une critique positive. Elle trouve certaines ballades « ennuyeuses » mais trouve la voix de Carey « palpitante ».

### Commercial
Emotions débute à la quatrième place du Billboard 200 avec 129 000 exemplaires vendus, surprenant la plupart des critiques après le succès de Mariah Carey (1990). Au total, l'album passe 27 semaines dans le top 20 et 55 dans le hit-parade, devenant les plus basses ventes jusqu'à Glitter. Emotions est certifiée quatre fois disque de platine par la Recording Industry Association of America (RIAA) pour la vente de quatre millions d'exemplaires. Selon Nielsen Soundscan, l'album s'est vendu à 3 584 000 exemplaires sans les ventes de BMG Entertainment. Dans le hit-parade canadien, Emotions débute à la quatrième place le 5 octobre 1991. Quatre semaines plus tard, le 2 novembre, elle atteint la cinquième position. À la fin de l'année, Emotions finit à la 35e position. À ce jour, il est certifié quadruple disque de platine par la Canadian Recording Industry Association (CRIA) pour la vente de 400 000 exemplaires. Au Japon, l'album débute en troisième place du classement Oricon et se vend à un million d'exemplaires,. En Australie, l'album débute à la treizième place le 10 octobre 1991 et atteint la huitième la semaine suivante. Au bout de 18 semaines, Emotions quitte le top 40 et est certifié disque de platine par l'Australian Recording Industry Association (ARIA),.

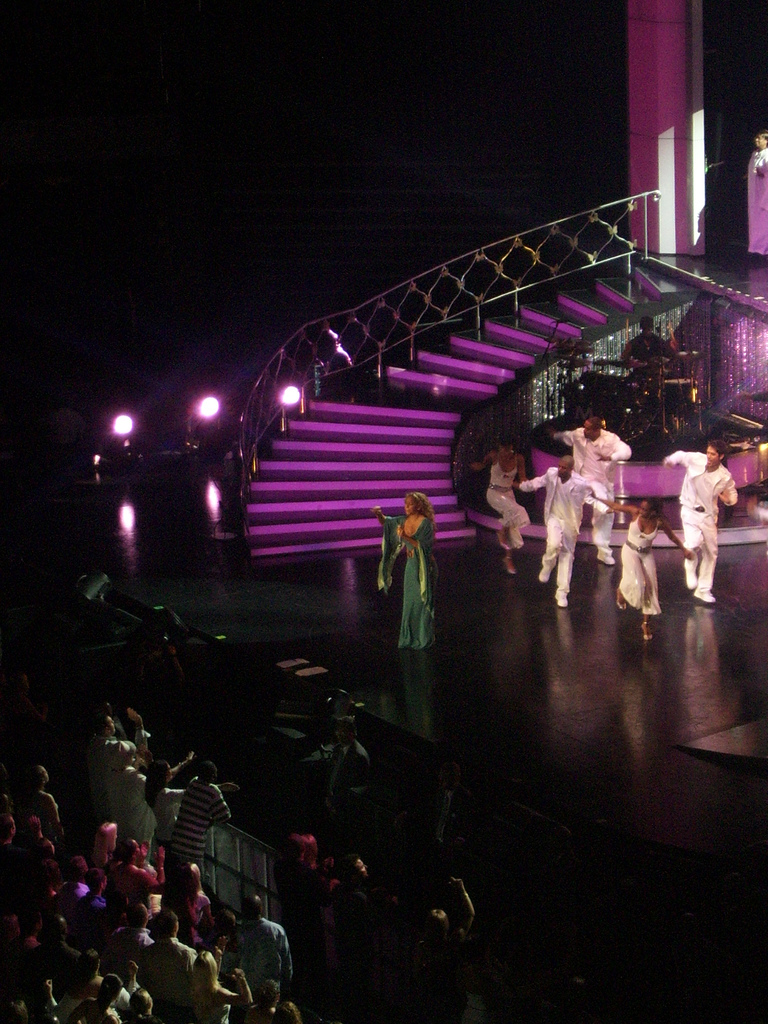
Mariah Carey interprète Make It Happen lors de The Adventures of Mimi Tour.

En France, Emotions est certifié disque d'or par le Syndicat national de l'édition phonographique (SNEP) pour la vente de 100 000 exemplaires. L'album entre à la 79e place du hit-parade néerlandais. La semaine suivante, il atteint la meilleure place et est 59e. Au total, Emotions passe six semaines dans le classement et est certifié disque de platine par la Nederlandse Vereniging van Producenten en Importeurs van beeld- en geluidsdragers pour la vente de 100 000 exemplaires. Durant la semaine du 17 octobre 1991, Emotions débute à la sixième position du hit-parade néo-zélandais et passe seize semaines. La Recording Industry Association of New Zealand (RIANZ) certifie l'album disque de platine pour la vente de 15 000 exemplaires. En Suède, Emotions débute à la 26e place, atteint la treizième position et passe cinq semaines dans le classement. Après être sorti du hit-parade, il est certifié disque de platine par l'International Federation of the Phonographic Industry (IFPI) pour la vente de 100 000 exemplaires. Le 13 octobre 1991, Emotions entre à la seizième place du hit-parade suisse et atteint la quinzième position la semaine suivante. Au bout de neuf semaines, il est certifié disque d'or par l'IFPI pour la vente de 50 000 exemplaires. Le 26 octobre, l'album entre à la dixième position du hit-parade britannique. Au bout de la 17e semaine, il atteint la quatrième place, mieux que la sixième place de Mariah Carey. Il reste dans le classement pendant quarante semaines et est certifié disque de platine par la British Phonographic Industry (BPI) pour la vente de 300 000 exemplaires. Dans le monde, Emotions s'est vendu à huit millions d'exemplaires, moins que les quinze millions d'exemplaires du premier en 1990,.

## Singles
Trois singles sortent pour Emotions. Le premier du même nom devient le cinquième numéro un de la chanteuse aux États-Unis et devient la seule artiste à avoir cinq premiers singles numéro un,. De plus, Emotions est numéro un au Canada, atteint le top 5 en Nouvelle-Zélande et le top 20 en Australie, Pays-Bas et Royaume-Uni. La chanson reçoit des critiques positives comme Bill Lamb d'About.com qui la place parmi « son meilleur ». Steve Morse de The Boston Globe trouve dans son registre aigu un « sentiment de pur plaisir » alors que Jan DeKnock de Chicago Tribune décrit sa voix comme « à couper le souffle, ». Le clip montre plusieurs scènes où Carey chante et s'amuse dans une voiture qui roule dans une route de campagne et dans une petite fête avec plusieurs danseurs.
Le second single, Can't Let Go, atteint la seconde place du Hot 100 et manque de devenir son sixième numéro un à cause des restrictions de Columbia sur ses ventes pour doper celles de l'album. Si elle est numéro trois au Canada, Can't Let Go n'a aucun succès en Europe et atteint le top 20 au Royaume-Uni,. Le clip est filmé en noir et blanc et Carey a les cheveux redressés pour la première fois dans sa carrière. La vidéo montre des scènes où Carey est près d'une fontaine avec des roses blanches.
Make It Happen est le troisième et dernier single d'Emotions le 4 avril 1992. Elle est numéro cinq aux États-Unis mais comme Can't Let Go, elle ne rencontre pas énormément de succès en Europe. Elle est septième au Canada, 17e au Royaume-Uni, 35 et 47e en Australie et aux Pays-Bas. La chanson est saluée par les critiques ; Morse la trouve « glorieuse » et la décrit comme « une part de son autobiographie spirituelle ». DeKnock la trouve « optimiste » et « inspirée ». Le clip de Make It Happen montre Carey devant un public dans une grande cathédrale avec plusieurs choristes et danseurs.

## Promotion
Comme pour Mariah Carey l'année précédente, elle ne fait pas de tournée à cause des longs voyages et de sa voix fragile. Cependant, si elle ne fait pas de tournée, Carey promeut Emotions lors de plusieurs apparitions télévisées et cérémonies en Amérique et en Europe. Carey interprète Emotions pour la première fois aux MTV Video Music Awards de 1991 accompagnée de plusieurs choristes. Après cette cérémonie, elle interprète cette chanson pour The Arsenio Hall Show le 23 septembre 1991. De plus, elle la chante lors des Soul Train Music Awards de 1992 et sur les émissions britanniques Top of the Pops et Des O'Connor. Elle participe aussi aux émissions suédoises Sondagstoppet et Kulan mi-septembre 1991. Elle l'interprète avec Can't Let Go en second. Elle chante Can't Let Go lors des émissions Saturday Night Live et The Today Show. Alors que Make It Happen, le dernier single, sort plusieurs mois après Emotions, Carey ne l'interprète pas au moment où il est dans ses meilleures ventes mais elle l'ajoute lors de ses tournées. Le 26 février 1992, Carey interprète If It's Over lors de la 34e cérémonie des Grammy Awards avec un orchestre et des choristes.

## Prix et récompenses
Tout au long de l'année 1992, Carey, l'album et ses singles reçoivent plusieurs reconnaissances de la part de l'industrie musicale et plusieurs prix. Lors de la 19e cérémonie des American Music Awards, Carey gagne le prix de l'« Artiste Soul/R1B féminine favorite ». Lors de la troisième cérémonie des Billboard Music Awards, gagne deux prix pour l'album et Emotions : le « Meilleur album féminin » et le « Meilleur single féminin ». De plus, Carey est nommée dans deux Grammy Awards lors de la 34e cérémonie dans les catégories « Producteur de l'année » et « Meilleure performance vocale pop féminine » mais elle perd les deux. Les trois singles gagne les BMI Pop Awards,,.

## Liste des titres
| 1.    | Emotions               | Mariah Carey, David Cole, Robert Clivillés | Mariah Carey, David Cole, Robert Clivillés | 4:09 |
| 2.    | And You Don't Remember | Mariah Carey, Walter Afanasieff            | Mariah Carey, Walter Afanasieff            | 4:26 |
| 3.    | Can't Let Go           | Mariah Carey, Walter Afanasieff            | Mariah Carey, Walter Afanasieff            | 4:27 |
| 4.    | Make It Happen         | Mariah Carey, David Cole, Robert Clivillés | Mariah Carey, David Cole, Robert Clivillés | 5:07 |
| 5.    | If It's Over           | Mariah Carey, Carole King                  | Mariah Carey, Carole King                  | 4:38 |
| 6.    | You're So Cold         | Mariah Carey, David Cole                   | Mariah Carey, Robert Clivillés             | 5:05 |
| 7.    | So Blessed             | Mariah Carey, Walter Afanasieff            | Mariah Carey, Walter Afanasieff            | 4:13 |
| 8.    | To Be Around You       | Mariah Carey, Robert Clivillés             | Mariah Carey, David Cole                   | 4:37 |
| 9.    | Till the End of Time   | Mariah Carey, Walter Afanasieff            | Mariah Carey, Walter Afanasieff            | 5:35 |
| 10.   | The Wind               | Mariah Carey                               | Mariah Carey, Russell Freeman              | 4:41 |
| 47:01 |                        |                                            |                                            |      |

## Crédits
Crédits d'Emotions issus d'AllMusic.
- Mariah Carey – arrangement, compositeur, mixage, production, arrangement vocal, chant, chœurs
- Walter Afanasieff – arrangement, basse, compositeur, batterie, guitare acoustique, cors, claviers, orgues, percussions, piano, production, programmation, cordes, synclavier, synthétiseur, tambourin, vibraphone, arrangement vocal
- Vernon « Ice » Black – guitare
- Bruce Calder – ingénieur assistant
- Dana Jon Chappelle – ingénieur, mixage
- Gary Cirimelli – programmation, synclavier
- Robert Clivillés – arrangement, compositeur, batterie, mixage, production
- David Cole – arrangement, compositeur, arrangement, claviers, mixage, production, chœurs
- Lew Del Gatto – cors, saxophone
- Josephine DiDonato – direction artistique
- Phillip Dixon – photographie
- Cornell Dupree – guitare
- Lawrence Feldman – saxophone ténor
- Russ Freeman – compositeur
- Alan Friedman – programmation
- Earl Gardner – trompette
- Lolly Grodner – ingénieur assistant
- Carl James – guitare
- Acar S. Key – ingénieur
- Ren Klyce – programmation, synclavier, synthétiseur
- Many Lacarrubba – ingénieur assistant
- Michael Landau – guitare
- Will Lee – basse
- Trey Lorenz – chœurs
- Bob Ludwig – mastering
- Jon Mathias – ingénieur
- Patrique McMillian – chœurs
- Bruce Miller – ingénieur
- Cindy Mizelle – chœurs
- Tommy Mottola – producteur exécutif
- Keith O'Quinn – trombone
- Paul Pesco – guitare
- Bob Rosa – mixage
- Craig Silvey – ingénieur assistant
- M. T. Silvia – ingénieur assistant
- Steve Smith – batterie
- George Young – saxophone ténor

## Classements
| Pays                                    | Position | Certification |
| --------------------------------------- | -------- | ------------- |
| Allemagne                               | 70       | –             |
| Australie                               | 8        | Platine       |
| Autriche                                | 39       | –             |
| Canada                                  | 5        | 4x Platine    |
| Espagne                                 | 30       | –             |
| France                                  | –        | Or            |
| Japon                                   | 3        | –             |
| Norvège                                 | 8        | –             |
| Nouvelle-Zélande                        | 6        | Platine       |
| Pays-Bas                                | 7        | Platine       |
| Royaume-Uni                             | 4        | Platine       |
| Suède                                   | 13       | Platine       |
| Suisse                                  | 15       | Or            |
| États-Unis Billboard 200                | 4        | 4x Platine    |
| États-Unis Billboard R&B/Hip-Hop Albums | 6        | 4x Platine    |

### Classements des singles
| 1991                             | Emotions       | 1 | 1 | 39 | 11 | 1 | – | 9  | 3  | 17 | – | - NZ : Or - ÉU : Or |
| 1991                             | Can't Let Go   | 2 | 2 | –  | 63 | 3 | – | 77 | 21 | 20 | – | –                   |
| 1992                             | Make It Happen | 5 | 7 | –  | 35 | 7 | – | 47 | –  | 17 | – | –                   |
| "–" Aucune entrée/certification. |                |   |   |    |    |   |   |    |    |    |   |                     |

## Compléments